# Menhir von Zschoppach
Der Menhir von Zschoppach, auch Menhir von Draschwitz, Rugestein oder Ruhestein genannt, ist ein vorgeschichtlicher Menhir bei Zschoppach, einer Ortschaft der Stadt Grimma im Landkreis Leipzig.

## Lage
Der Menhir befindet sich südlich von Draschwitz am Südosthang einer Anhöhe. Er steht direkt an der ehemaligen Salzstraße zwischen Grimma und Meißen, die in den 1950er Jahren noch als Feldweg zu erahnen war, mittlerweile aber vollständig verschwunden ist. Im Mittelalter diente der Menhir als Gerichtsstätte, worauf auch der Name Rugestein hinweist.

## Beschreibung
Der Menhir besteht aus Braunkohlenquarzit. Er ist plattenförmig, hat einen rechteckigen Querschnitt und eine keilförmige Spitze. Er hat eine Höhe von 180 cm, eine Breite von 60 cm und eine Tiefe von 35 cm.

## Der Menhir in regionalen Sagen
Um den Stein ranken sich zahlreiche Sagen: So soll er auf dem Grab eines Großen aus vorgeschichtlicher Zeit stehen oder die Stelle anzeigen, an der ein Bauer vom Blitz erschlagen wurde. Im Dreißigjährigen Krieg soll hier ein Schatz vergraben worden sein, nach dem später auch vergeblich gesucht worden sein soll. Ferner sollen sich hier zwei Kinder zu Tode gekitzelt haben. Auch soll es ein Lied vom Rugestein gegeben haben, das aber nie aufgeschrieben wurde und mittlerweile vergessen ist.